# كورت بابتيست
كورت بابتيست (بالإنجليزية: Kurt Baptiste)‏ هو لاعب دوري الرغبي أسترالي، ولد في 15 مارس 1991 في بريزبان في أستراليا.